# Registro de ciudadanos del mundo

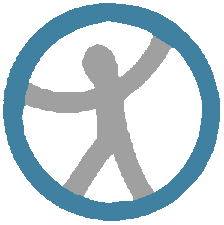

El Registro de Ciudadanos del Mundo es un organismo técnico que trabaja en pro del civismo mundial, es decir, por una conciencia mundial de los seres humanos que permita obtener paz, estabilidad y justicia en todo el ámbito planetario.
Garry Davis anunció la estructuración de este Registro el 1 de enero de 1949 y el 27 de julio del mismo año se depositaron los estatutos con el nombre de Regístre International des Cítoyens du Monde (R. I. C. M.). Estas fueron las siglas de la primera época de funcionamiento del Registro, que tenía su sede en París. Un año antes, en 1948, Garry Davis y Robert Sarrazac habían interrumpido la Asamblea General de las Naciones Unidas para exigir la democratización y la supranacionalidad de la ONU. De esta primera etapa del Registro (R. I. C. M.) destacan Guy y Renée Marchand, como los más significados activistas. Más adelante, la organización adoptó las siglas RECIM.
De hecho no puede pretenderse que aquellos que no estén inscritos en el Registro no puedan considerarse ciudadanos del mundo. En realidad, los Ciudadanos del Mundo son todas aquellas personas –inscritas o no en el Registro– que adoptan como suyas las ideas de auténtica democracia global que propugna el mundialismo.
De una manera clara, puede decirse que el mundialismo es la teoría y los ciudadanos del mundo son la práctica. Tal como está configurado, el Registro de Ciudadanos del Mundo no es ni un movimiento, ni un partido, ni una asociación. Es simplemente un organismo técnico cuya misión es inscribir en un registro central (RECIM), que está en Francia, a las personas que desean plasmar este sentimiento en una cosa tan simbólica, tan sencilla y tan aparentemente inútil como puede serlo el hecho de tener un carné (credencial o tarjeta). La fórmula de compromiso para la obtención de esta tarjeta de identidad de ciudadano del mundo es la siguiente: "Consciente de mis responsabilidades, y resuelto a obtener el reconocimiento de mis derechos de miembro de la comunidad mundial, solicito que, conservando mi nacionalidad, se me inscriba como ciudadano del mundo".
Dicha tarjeta permite participar, cada tres años, en las elecciones de los nuevos miembros del Congreso de los Pueblos (Congrès des Peuples), la primera institución civil mundial formada por personas que se hayan distinguido por sus trabajos mundialistas. Las primeras elecciones transnacionales al Congreso de los Pueblos tuvieron lugar en 1969.
Pero la falta de recursos económicos junto con el hecho de que los Estados, apegados al concepto de soberanía, no hayan visto con buenos ojos los movimientos mundialistas llevados a cabo por los Ciudadanos del Mundo, han impedido que las ideas de estos no hayan trascendido demasiado. Con todo, actualmente el número de Ciudadanos del Mundo sigue aumentando y hay centros de Registro en más de cien países del mundo.
El 3 de marzo de 1966, trece ciudadanos del mundo de renombre universal hacían público el llamado Manifiesto de los Trece a favor del mundialismo y con la intención de "salvar a la humanidad". El segundo párrafo de este manifiesto dice así: "La falta de instituciones mundiales capaces de asegurar la satisfacción de las necesidades comunes a todos es burlar-se del ser humano, mientras riquezas inmensas se malgastan y los dos tercios de la humanidad pasan hambre". Este Manifiesto, firmado por trece ciudadanos del mundo de renombre universal entre los que figuran Bertrand Russell (Nobel de Literatura 1950), Linus Carl Pauling (Nobel de Química 1954 y de la Paz 1962), Abbé Pierre (fundador de las Comunidades de Emaús) o Lord John Boyd Orr (Nobel de la Paz 1949) supuso un fuerte impulso para el movimiento y para el Registro de Ciudadanos del Mundo.